# Bridgeton (Pennsylvania)
Bridgeton è una township degli Stati Uniti d'America, nella contea di Bucks nello Stato della Pennsylvania. Secondo il censimento del 2010 la popolazione è di 1.277 abitanti.

## Società

### Evoluzione demografica
La composizione etnica vede una maggioranza di quella bianca (99,15%), seguita dagli afroamericani (0,43%) dati del 2000.
| township di Bridgeton Popolazione |       |
| 2000                              | 1.408 |
| 2010                              | 1.277 |